# Javier de Pedro
Francisco Javier de Pedro Falque (ur. 4 sierpnia 1973 w Logroño) – były hiszpański piłkarz występujący zazwyczaj na pozycji lewego pomocnika.

## Kariera klubowa
Javier de Pedro swoją piłkarską karierę rozpoczynał w San Sebastián, gdzie występował w klubie Real Sociedad. Barwy tej drużyny Hiszpan reprezentował przez 11 sezonów. Łącznie wystąpił aż w 305 spotkaniach, w których zdobył 46 goli. Mimo tego, że hiszpański zespół często plasował się w dolnych rejonach tabeli Primera División, de Pedro przez wiele lat był mu wierny i mimo ofert z innych drużyn pozostawał na kolejne sezony w Sociedad.
Dopiero w roku 2004 zdecydował się opuścić klub, którego stał się już legendą. Zasilił angielski Blackburn Rovers, jednak nie spełnił oczekiwań zarządu i wystąpił zaledwie w 2 spotkaniach. Następnie na zasadzie wolnego transferu przeszedł do włoskiej Perugii Calcio, z którą podpisał kontrakt 31 stycznia 2005 roku. Tam jednak także nie pograł zbyt długo i jeszcze w tym samym roku Javier został zawodnikiem szwedzkiego IFK Göteborg.
W późniejszym czasie de Pedro reprezentował jeszcze barwy greckiego drugoligowego Ergotelisu Iraklion. Następnie powrócił do Hiszpanii i grał w zespołach Burgos CF oraz CD Vera, po czym zakończył swoją piłkarską karierę.

## Kariera reprezentacyjna
W reprezentacji Hiszpanii de Pedro zadebiutował 23 września 1998 w spotkaniu przeciwko Rosji. Później José Antonio Camacho powołał zawodnika Sociedad na Mistrzostwa Świata 2002. Na imprezie tej piłkarz wystąpił w meczach grupowych ze Słowenią i Paragwajem, 1/8 finału z Irlandią oraz 1/4 finału z Koreą Południową (przegrana po rzutach karnych i odpadnięcie z turnieju). Ostatni pojedynek w drużynie narodowej de Pedro rozegrał 11 czerwca 2003 przeciwko Irlandii Północnej.